# کورینانتین
کورینانتین (انگلیسی: Corynanthine) که با نام راوهیمبین نیز شناخته می‌شود، یک آلکالوئید است که در جنس گیاهان فلفل شیطان (راوولفیا) و کورینانت (از جمله پاوزینیستالیا) یافت می‌شود. این ماده یکی از دو دیاسترو ایزومرهای یوهیمبین است و دیگری راولسین است. همچنین به داروی آجمالیسین مربوط می‌شود.
کورینانتین به‌عنوان آنتاگونیست گیرنده‌های α۱-آدرنرژیک و α۲-آدرنرژیک عمل می‌کند که تقریباً ۱۰ برابر انتخاب‌پذیری برای گیرنده اول نسبت به دومی است. این برخلاف یوهیمبین و راولسین است که میل ترکیبی بیشتری برای گیرنده α۲-آدرنرژیک نسبت به گیرنده α۱-آدرنرژیک حدود ۳۰ برابر دارند. در نتیجه، کورینانتین یک محرک (یا یک داروی غرایز جنسی) نیست، بلکه یک افسردگی است و احتمالاً در خواص ضد فشار خون عصاره‌های راوولفیا نقش دارد. مانند یوهیمبین و راولسین، کورینانتین نیز نشان داده شده‌است که فعالیتی در گیرنده‌های سروتونین دارد.